# Charles-Guillaume Gamot
Pour les articles homonymes, voir Gamot.
Charles-Guillaume Gamot, né le 21 octobre 1766 au Havre, et décédé le 20 mars 1820 à Paris, est un homme d'affaires puis homme politique français, préfet de la Lozère, puis de l'Yonne. 

## Biographie
Charles-Guillaume est le fils de Charles Guillaume Augustin Gamot (1736-1777), capitaine négrier, et de Marie Anne Françoise Duval.
Après des études au Havre, il est négociant, puis agent de la ville du Havre à Saint-Domingue de 1792 à 1794, pendant les années où des colons pactisent avec les Britanniques, des esclaves avec les Espagnols.
Il rentre en France en 1794, où il est élu conseiller municipal du Havre. En 1796, il s'installe à Paris comme banquier.
Le 26 brumaire de l'An VII (6 novembre 1798), il épouse Antoinette-Louise Auguié de Lascans, nièce de Madame Campan Le couple aura deux filles et un fils, Charles Henri, qui sera trésorier-payeur général du département des Bouches-du-Rhône.
Par ce mariage, il devient le beau-frère du maréchal Ney.
Il est nommé en 1798 administrateur général des droits réunis, puis (par changement du nom de service en 1804) administrateur général des contributions indirectes.

### Préfet de la Lozère
En 1813, l'Empereur a besoin de conscrits, la Lozère n'en fournit pas assez. Le préfet Florens est destitué et Charles Gamot est nommé à sa place le 12 mars 1813. Il occupera ce poste à Mende du 12 mars 1813 au 10 juin 1814.
À son arrivée, il constate que le département a un arriéré de plus de 700 conscrits. La nouvelle levée en France de 80 000 conscrits en ajoute 270 pour la Lozère. Il constate que les appelés protestants sont plus obéissants que les catholiques. Il met les gendarmes en chasse d'appelés, harangue les maires, met les curés sous pression pour qu'ils exhortent les appelés. Mais la résistance est grande : des fausses dates de naissance, un afflux de mariages, d'inscriptions au séminaire, des déserteurs sont autant de causes qui empêchent d'atteindre le nombre fixé. 
Durant les quinze mois de son préfectorat, il fait trois tournées dans le département. Les rapports de ces tournées, publiés sous le nom Les tournées du préfet Gamot, sont des vrais documents historiques sur la vie en Lozère. Il note la pauvreté du département, le mauvais état des voiries, de la santé, de l'enseignement (les trois-quarts des maires ne savent pas lire!), il avertit contre le déboisement qui a tourné les Causses en désert et dénude progressivement la forêt de Mercoire, la Margeride, le mont Lozère.
Charles Gamot a laissé par ailleurs quelques aquarelles sur la Lozère.

### Préfet de l'Yonne

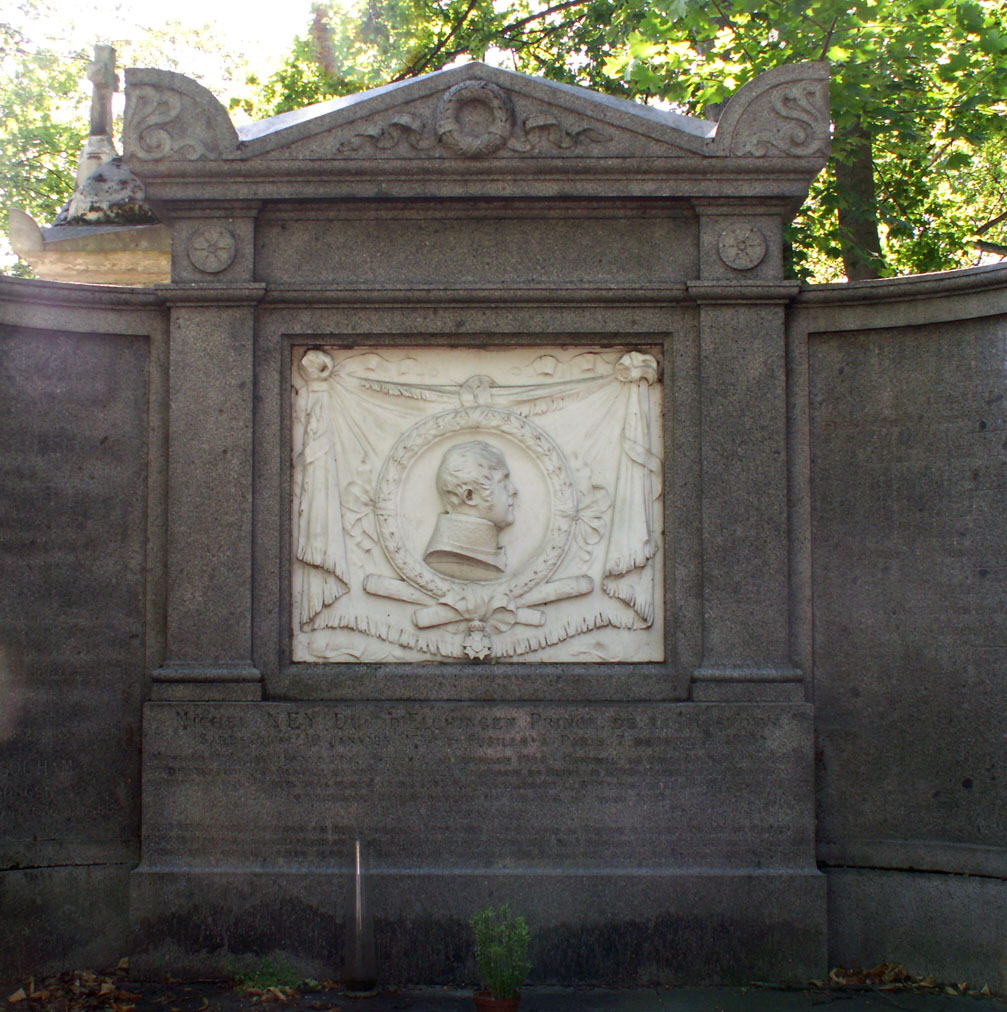
Tombeau du maréchal Ney au Père-Lachaise

À la Première Restauration, Charles Gamot est nommé le 6 juin 1814 par le roi Louis XVIII préfet de l'Yonne à Auxerre. Pendant les Cent-Jours, Charles Gamot sera le premier préfet en exercice à recevoir officiellement l'Empereur dans sa préfecture. C'est là que le maréchal Ney, son beau-frère, rejoint Napoléon le 17 et 18 mars 1815 avec 20 000 hommes,. Par décret impérial du 6 avril 1815, il est confirmé dans son poste de préfet de l'Yonne. Au retour du roi, à la Seconde Restauration, Gamot est destitué, Ney emprisonné et exécuté. Gamot, fidèle à son beau-frère, lui procurera une tombe au cimetière du Père-Lachaise. Sa santé se détériore et en 1820 il meurt à l'âge de 54 ans. Gamot est enterré au Père-Lachaise dans le tombeau du maréchal Ney.

## Œuvres
- Aperçu philosophique et politique sur l’esclavage des nègres des colonies françoises (sous le pseudonyme un ami de l'humanité)[10].
- Élisabeth de France, sœur de Louis XVI : tragédie en trois actes et en vers (1797)[11].
- Les Tournées du préfet Gamot : La Lozère à la fin du Premier Empire (Mémoire) (1813-1814) édité et commenté par Bardy Benjamin, C.E.R. de Mende, 1985. 32 pages[12].
- Réfutation, en ce qui concerne le maréchal Ney, de l'ouvrage ayant pour titre Campagne de 1815... par le général Gourgaud, 1818.

## Décorations
Charles-Guillaume Gamot est nommé chevalier de l'ordre royal de la Légion d'honneur le 27 juillet 1814 et officier le 22 décembre de la même année.